# Vladimiro Boric
Vladimiro Américo Jorge Borić Crnošija (Punta Arenas, 23 de abril de 1905-Santiago, 29 de agosto de 1973) fue un clérigo y obispo chileno de ascendencia croata, miembro de la diócesis de Punta Arenas.

## Biografía

### Familia y estudios
Nació el 23 de abril de 1905 en la comuna de Punta Arenas, hijo de Juan "Ive" Borić y Natalia Crnošija, ambos inmigrantes croatas, radicados en la región de Magallanes, siendo el hermano mayor de Vicente Borić. Realizó sus estudios primarios en el Colegio San José. Era tío abuelo paterno de Gabriel Borić, el actual presidente de Chile.

### Vida religiosa
Fue el II Obispo Diocesano de Punta Arenas. Nació en Punta Arenas el 23 de abril de 1905. Hijo de Juan Borić y Natalia Crnošija. Salesiano, ingresó al aspirantado en 1917. Hizo los primeros votos el 14 de febrero de 1922, y los votos perpetuos en 1925. Estudió en su Congregación en Chile y en Turín, 1926.
Ordenado sacerdote en Punta Arenas, el 18 de enero de 1930 por Mons. Arturo Jara Márquez, obispo tit. de Arquelais y vicario apostólico de Magallanes e Islas Malvinas. Ejerció su ministerio especialmente en Punta Arenas. Capellán castrense. Profesor de colegios salesianos y liceos. Director del Colegio San José en 1940.
En 1946 Presidió la comisión organizadora del Congreso Eucarístico Nacional de Magallanes y en 1948 fue designado administrador apostólico en reemplazo de monseñor Pedro Giacomini, a la espera del primer obispo para la naciente diócesis. Pío XII lo eligió obispo de Punta Arenas el 1 de febrero de 1949. Consagrado en el templo de la Gratitud Nacional, en Santiago, el 2 de octubre de 1949, por Mons. Mario Zanin, nuncio apostólico. Co-consagrantes: Mons. Alfredo Silva Santiago, Arzobispo de Concepción, y Mons. Teodoro Eugenin, Obispo tit. de Geriso.
Su lema episcopal “Adveniat regnun tuum” (Venga a nosotros tu Reino). Tomó posesión de la diócesis en el mismo mes de consagración. Sucedió a Mons. Cándido Rada, quien no se trasladara a Punta Arenas.
Participó en las cuatro Sesiones del Concilio Vaticano II. Hizo la Visita Ad limina.
Falleció en Santiago el 29 de agosto de 1973, Fue sepultado en la Catedral de Punta Arenas. Lo sucedió Mons. Tomás González Morales, en 1974.

### Reconocimiento
Actualmente un populoso barrio de la ciudad de Punta Arenas lleva su nombre "Monseñor Borić"